# Andrey Removich Belousov
Andrey Removich Belousov (tiếng Nga: Андре́й Рэ́мович Белоу́сов, phát âm tiếng Nga: [ɐnˈdrʲej ˈrɛməvʲɪd͡ʑ bʲɪɫɐˈusəf]; sinh ngày 17 tháng 3 năm 1959) là một nhà kinh tế và chính trị gia người Nga, giữ chức vụ Bộ trưởng Bộ Quốc phòng kể từ tháng 5 năm 2024.
Belousov trước đây từng giữ chức Phó Thủ tướng Nga từ tháng 1 năm 2020 đến tháng 5 năm 2024. Trước đây, ông là Trợ lý Kinh tế cho Tổng thống Nga và Bộ trưởng Phát triển Kinh tế..

## Thời trẻ
Belousov sinh ra ở Moskva, Nga Xô viết, Liên Xô ngày 17 tháng 3 năm 1959. Ông đã học ngành kinh tế tại Đại học Quốc gia Moskva và tốt nghiệp hạng ưu năm 1981.

## Sự nghiệp
Từ năm 1981 đến năm 1986, Belousov là nhà nghiên cứu tập sự và sau đó là nhà nghiên cứu trong phòng thí nghiệm mô phỏng hệ thống con người-máy móc của Viện Toán học Kinh tế Trung ương. Từ năm 1991 đến năm 2006, ông là trưởng phòng thí nghiệm của Viện Dự báo Kinh tế thuộc Viện Hàn lâm Khoa học Nga. Ông là cố vấn đối ngoại cho thủ tướng Nga từ năm 2000 đến năm 2006.